# Aufklärer (Bundesheer)
Aufklärer sind in Österreichs Bundesheer die Kräfte, die mit der Aufklärung beauftragt sind.
Die Aufklärungstruppe ist eine bewegliche und teilweise mechanisierte Waffengattung. Die Truppe ist ausgestattet mit Radfahrzeugen und Radspähpanzern, früher auch mit Jagdpanzern und Schützenpanzern (mechanisierte Aufklärung). Sie ist eine Elitetruppe des Bundesheeres, weshalb für diese Waffengattung wenn möglich auf freiwillige Meldungen zurückgegriffen wird. Im Gegensatz zu den meisten Einheiten der Jägertruppe (Ausnahmen bilden hier Radpanzer- und Luftlandeeinheiten der Jägertruppe), also der normalen Infanterie, sind die Aufklärer voll motorisiert, um ihren Aktionsradius möglichst groß und die Einheiten mobil zu halten.
Die Grundausbildung bei den Elitesoldaten der Aufklärer des Heeres gilt als härter und anspruchsvoller als bei den meisten anderen Waffengattungen, ausgenommen das Jagdkommando, das die militärische Spezialeinheit des Heeres darstellt und mit ihren intensiv ausgebildeten Spezialsoldaten für Sonderverwendung auch zum großen Teil mehr und andere Aufgaben zu erfüllen hat.
Die Aufklärer des Bundesheeres erhalten zusätzlich zur Grundausbildung noch erweiterte Ausbildungen, unter anderem im Häuserkampf, Nachtkampf, Einsickerung in feindliches Gebiet, Nahkampf, Sprengtechnik und CRC (Crowd and Riot Control).